# 楊伯達
楊伯達（1927年12月—2021年5月21日），男，遼寧旅順人，祖籍山東蓬萊，中国文物鑑定家，美術史學者，故宮博物院研究館員，尤其擅長古代玉器的斷代與鑑定。

## 生平
楊伯達1948年從華北大學美術系畢業，早年師從黎冰鴻、王式廓、羅工柳、彥涵習畫。1956年調入故宮博物院負責陳列工作，深感缺乏文物知識，開始以美術和歷史資料相互參照展開研究。
1980年之後，曾赴前蘇聯、保加利亞、羅馬尼亞、古巴、美國、加拿大、英國、法國、德國、澳大利亞、日本、新加坡、香港以及台灣訪問考察。
1984年10月至1987年6月任故宮博物院副院長。1997年離休。
2021年5月21日12时40分在北京去世，享年94岁。

## 学术贡献
杨伯达除了專攻玉器之外，與金銀器、玻璃器、琺瑯器、院畫等橫向比較研究，擁有多方面的論述。他首先提出的“玉學、玉文化”、“玉文化是中華文明的奠基石”、“玉文化板塊論”、“玉石之路（和田玉的傳播路線網路）”等新論點，引起廣泛的重視，而對於北方遊牧民族（契丹、蒙古、滿族）的特有玉器春水秋山的分類研究，最為學界稱道。

## 主要著述
- 《古玉考》
- 主編《中國美術全集‧玉器》及《中國玉器全集》